# Fanny Pracher
Fanny Pracher (* 1879 in München; † nach 1900) war eine deutsche Opernsängerin (Sopran) und Theaterschauspielerin.

## Leben
Pracher, die Tochter eines höheren Militärs, studierte bei Hugo Röhr und wurde 1899 ans Hoftheater Altenburg engagiert, wo sie ihre Bühnenlaufbahn begann. 1900 trat sie in den Verband des Düsseldorfer Stadttheaters ein, in dem sie als Margarethe debütierte.
Sie vertrat das Fach der jugendlich dramatischen Sängerin. Ihre Stimme wurde nicht weniger anerkannt als ihre, bei Sängerinnen nicht gewöhnliche, schauspielerische Begabung. Unterstützt von einer stattlichen Erscheinung erzielte Pracher reichen Beifall.
Aus der Reihe ihrer wirkungsvollsten Gesangspartien sind zu erwähnen: Elsa, Undine, Micaela, Agathe, Sieglinde, Marie in Trompeter etc.